# Goud(I)bromide
Goud(I)bromide is een anorganische verbinding van goud en broom met als brutoformule AuBr, waarin goud zich in oxidatietoestand +1 bevindt. De stof komt voor als een geel tot geel-bruin kristallijn poeder, afhankelijk van de kristalstructuur.

## Synthese
Goud(I)bromide kan worden bereid door broom te laten reageren met goudpoeder. Het ontstaat ook door partiële ontleding van goud(III)bromide, waarbij dibroom gevormd wordt:
{\displaystyle {\ce {AuBr3 -> AuBr + Br2}}}

## Kristalstructuur
Goud(I)bromide komt voor in twee kristalstructuren:
- De eerste structuur (aangeduid met AuBr-I) bezit dezelfde structuur als goud(I)chloride: een ruimtegecentreerd tetragonaal kristalrooster met als celafmetingen: a = 0,6734 nm en c = 0,8674 nm. De hoek Au-Br-Au bedraagt 92,3° en de ruimtegroep is I41/amd.
- De tweede vorm (aangeduid met AuBr-P) bezit dezelfde structuur als goud(I)jodide: een tetragonaal kristalrooster met als celafmetingen: a = 0,4296 nm en c = 1,2146 nm. De hoek Au-Br-Au bedraagt 77° en ruimtegroep is P42/ncm.

Eenkristallen van beide vormen groeien als chemische afzettingen uit de dampfase via CVD. Om kristallen met de AuBr-I-structuur te doen groeien worden kleine hoeveelheden aluminium, gallium of ijzer als katalysator bijgevoegd.
Beide structuren bestaan uit polymeerketens van broom en goud in een zigzagpatroon. Bij de tweede tetragonale structuur vormen de poymeerketens lagen boven elkaar. In de ruimtegecentreerde tetragonale vorm (I-AuBr) zijn de polymeerketens met elkaar verweven.